# 紫悦公主
《紫悦公主》（英語：Magical Mystery Cure）是美国—加拿大动画剧集《小马宝莉：友情就是魔法》第三季第13集（总第65集），也是该季的最后一集。本集于2013年二月16日在美国有线电视频道The Hub（Discovery Family的前身）上首播。在该集中，紫悦朋友们的天赋与可爱标志被互相调转，使得紫悦不得不发明一种咒语将其纠正。在完成这一切后，紫悦在虚空中见到了宇宙公主，并由其施法长出了翅膀，亦成为了一位公主及一只空角兽。该集的英文标题“Magical Mystery Cure”是在向1967年披头士专辑《Magical Mystery Tour》（奇幻之旅）致敬。

## 剧情
一日早晨，紫悦醒来后发现她朋友们的可爱标志和职责互相转换了：珍奇想像云宝那样控制天气，却给小马谷带来了浩劫；云宝无法驯服柔柔的动物，使得它们在她的棚舍附近乱跑；柔柔的碧琪式派对失败了，使小马谷居民互相争吵起来；碧琪无法胜任苹果嘉儿农场上的工作，让苹果掉落得满地都是；苹果嘉儿的缝纫技术太差劲，以至于不得不关了珍奇的时装店。她们都没察觉到这些变化，相信她们是在遵从她们的命运去做没有经验的工作。
紫悦想起来她的导师宇宙公主之前送了她一本独角兽巫师白胡子星璇的笔记，并相信紫悦能够将最后一条，也是一条未完成的咒语补充完整。然而，当紫悦第一次阅读该咒语时，无意中触发了它，并将图书馆中的和谐之元对调了。意识到是她造成了朋友如今的处境而且没有解除咒语扭转现况，紫悦在她的卧室哭泣，为自己造成了朋友们的痛苦和小马谷的荒凉自责。
助手穂龙的安慰使紫悦意识到，如果她想朋友们展现她们真正的命运并告诉她们彼此存在的意义，她有可能逆转咒语的效果。于是，她向朋友们一个接一个展现了他们的真正的天命，鼓励她们互相帮助解决彼此的问题。她的每位朋友也意识到了他们原来的人生，并在各自和谐之元的帮助下重拾原本的可爱标志，小马谷也很快恢复了原貌。紫悦意识到友谊是白胡子星璇从未涉足的一个方面，并要以之完成咒语。此时，紫悦朋友们身上佩戴的和谐之元自我激活了，使得紫悦被吞噬并消失于一道白光之中。
紫悦在一片虚空中由宇宙公主的呼唤而苏醒。宇宙公主祝贺并宣布紫悦已经准备好进入人生的新阶段。紫悦转变成了一只有翼独角兽，或曰空角兽。回到小马谷后，她的朋友们惊喜地欢迎她的变化。此时，宇宙公主宣布紫悦不再是她的学生了，而是一位在小马谷与朋友相处期间表现出了领导能了和其他积极品质的公主。紫悦担心她不知道不再是宇宙公主学生之后该做些什么，而宇宙公主承诺她们将会帮助彼此互相学习。在坎特洛特的一场盛大的典礼上，紫悦正式加冕为友谊公主，她也向她朋友们提供的帮助致谢。

## 制作
在关于紫悦升为公主的话题中，编剧梅根·麦卡锡解释说从这个系列的第一集开始，紫悦所经历的一切必然会导致这个结果的产生。她表示，在小马利亚，只有与他人分享天赋，才能得到公主的头衔，并且“每个小女孩都想成为一位公主，但并不是每个人都能够成为一位公主——然而你可以为了实现成为一位公主的理想而积极生活。”麦卡锡提到，即使紫悦拥有了新的角色并将遇到新的挑战，她的人格也是不会发生改变的。麦卡锡考虑将这个故事作为全新的，将于2013年11月23日首播的第四季首两集“公主紫悦”剧情的第一部分。
当被问及阻止紫悦施放咒语的原因时，麦卡锡回应到“剧本并未包含白胡子星璇未完成的咒语”，并且“最终的剧本进行了大幅度的修改。”

### 插曲
该集基本上算是一部音乐剧。该剧的曲作者丹尼尔·英格拉姆创作了七首歌，而该集的编剧米切尔·拉森创作了两首。英格拉姆创作了《我得想个办法》（英语："I've Got to Find a Way"）、《真正的朋友》（英语："A True, True Friend"）、《宇宙公主的歌谣》（英语："Celestia's Ballad"）、《参见，紫悦公主》（英语："Behold, Princess Twilight Spаrkle"）的绝大部分歌词，在拉森的帮助下创作了《我的可爱标志就是这么说》（英语："What My Cutie Mark is Telling Me"）的歌词。《小马谷的清晨》（英语："Morning in Ponyville"）与《小马谷的生活》（"Life in Equestria"）由拉森所创作。《我得想个办法》的完整版以《想个办法》（英语："Find a Way"）为题，收录于专辑《小马谷之歌》（英语："Songs of Ponyville"）。
1. Morning in Ponyville ——丽贝卡·萧伊凯特
2. What My Cutie Mark is Telling Me ——阿什莉·鲍尔，安德烈娅·利布曼，香农·钱·肯特（英语：Shannon Chan-Kent）及卡祖米·埃文斯（英语：Kazumi Evans）
3. (I've Got to) Find a Way ——萧伊凯特
4. A True, True Friend ——萧伊凯特，鲍尔，利布曼，钱·肯特及埃文斯
5. Celestia's Ballad ——妮科尔·奥利弗
6. Behold, Princess Twilight Sparkle ——演员合唱
7. Life in Equestria ——萧伊凯特及演员合唱

## 发行
2013年二月9日，The Hub为介绍该集于洛杉矶举行了一场“加冕音乐会”，由赢得2013年美国小姐的马洛里·哈根主持。尽管哈根一直以来都是草莓甜心的粉丝，她还是以参与这项活动为荣，因为她赞成该剧讲述“友谊”与“接受”的理念，并认为这“是一个告诉小女孩们可以通过实现目标的方式获得力量的绝佳途径”。在《紫悦公主》一集首播之前，The Hub还播映了《小马宝莉：友情就是魔法》之前各集的精华片段剪辑。
在该年的晚些时候，孩之宝也释出了具有紫悦新的公主形态的商品。